# Carosello di Washington
Il carosello di Washington (ingl. Washington merry-go-round) si riferisce ad una famosa serie di avvistamenti di UFO che si sono verificati tra il 19 luglio e il 3 agosto del 1952.

## Cronologia dei fatti
Il 19 luglio del 1952 alle 23,30 circa appaiono 7 echi sugli schermi radar dell'aeroporto di Washington, poco dopo confermati dall'osservazione visuale di luci dalla forma di sfere luminose. La velocità di tali bolle luminose variava da 160 a 500 km orari, con accelerazioni superiori alla velocità di mach 10. Gli echi radar sono confermati dalla base aerea di Edwards. Le sfere luminose si spostano verso la città e numerosi cittadini li vedono mentre si muovono a quote e velocità diverse. Temendo che possano sorvolare la Casa Bianca, vengono allertate le basi aeree vicino alla capitale e poco dopo decollano alcuni caccia Lockheed F-94 Starfire. Gli aerei giungono sul posto, ma gli UFO si sottraggono al tentativo di intercettazione scomparendo dalla vista e dagli schermi dei radar. Gli aerei rientrano alla base e dopo un po' di tempo le sfere luminose ricompaiono. Verso le 2 del mattino vengono inviati altri aerei da caccia, ma anche questa stavolta gli UFO si sottraggono ai tentativi di intercettazione. Il "gioco" tra gli UFO e gli aerei militari si protrae fino alle 5 del mattino, quando improvvisamente cessa. Il fenomeno è stato osservato da numerosi abitanti della città, dai piloti dei caccia e dagli operatori radar dell'aeroporto civile di Washington e delle basi aeree di Andrews e Bolling.
Il fenomeno si ripete nella notte tra il 26 e il 27 luglio, in cui gli UFO vengono rilevati dai radar dell'aeroporto civile di Washington e della base di Andrews; successivamente vengono osservati visivamente da alcuni militari della base e dall'equipaggio di un aereo di linea in volo. Anche stavolta gli UFO sorvolano la città e i tentativi di intercettazione da parte dei caccia non hanno successo.
Il fenomeno si ripete in misura minore nella notte tra il 2 e il 3 agosto.

## Spiegazione ufficiale
Il 29 luglio viene organizzata al Pentagono una grande conferenza stampa, a cui partecipa tra gli altri Edward J. Ruppelt, capo del Progetto Blue Book. Viene spiegato ai giornalisti che la causa del fenomeno era un'inversione di temperatura nel cielo di Washington, provocata dal conflitto tra una corrente di aria calda e due correnti di aria più fredda che la circondavano a tenaglia. Questo avrebbe provocato un effetto di miraggio, riflettendo i raggi luminosi provenienti dal suolo. Gli specialisti di radar hanno spiegato che lo stesso fenomeno sarebbe stato all'origine di falsi echi radar, provocati da effetti di riflessione delle onde radar. Questa spiegazione, sostenuta anche dall'astrofisico Donald Menzel, è stata contestata da certi ufologi e anche dal fisico James E. McDonald.

## La foto degli UFO sul Campidoglio
Una foto divenuta celebre mostra il Campidoglio sorvolato da una dozzina di sfere luminose. In realtà si è accertato che quella foto è tagliata; dall'immagine intera si capisce che quelle luci non sono che il riflesso, sull'obiettivo della macchina fotografica, delle luci dei lampadari del Campidoglio.